# Horná Mariková
Horná Mariková (in ungherese Felsőmarikó) è un comune della Slovacchia facente parte del distretto di Považská Bystrica, nella regione di Trenčín.